# Liste von Straßennamen mit mehreren Personen in Deutschland

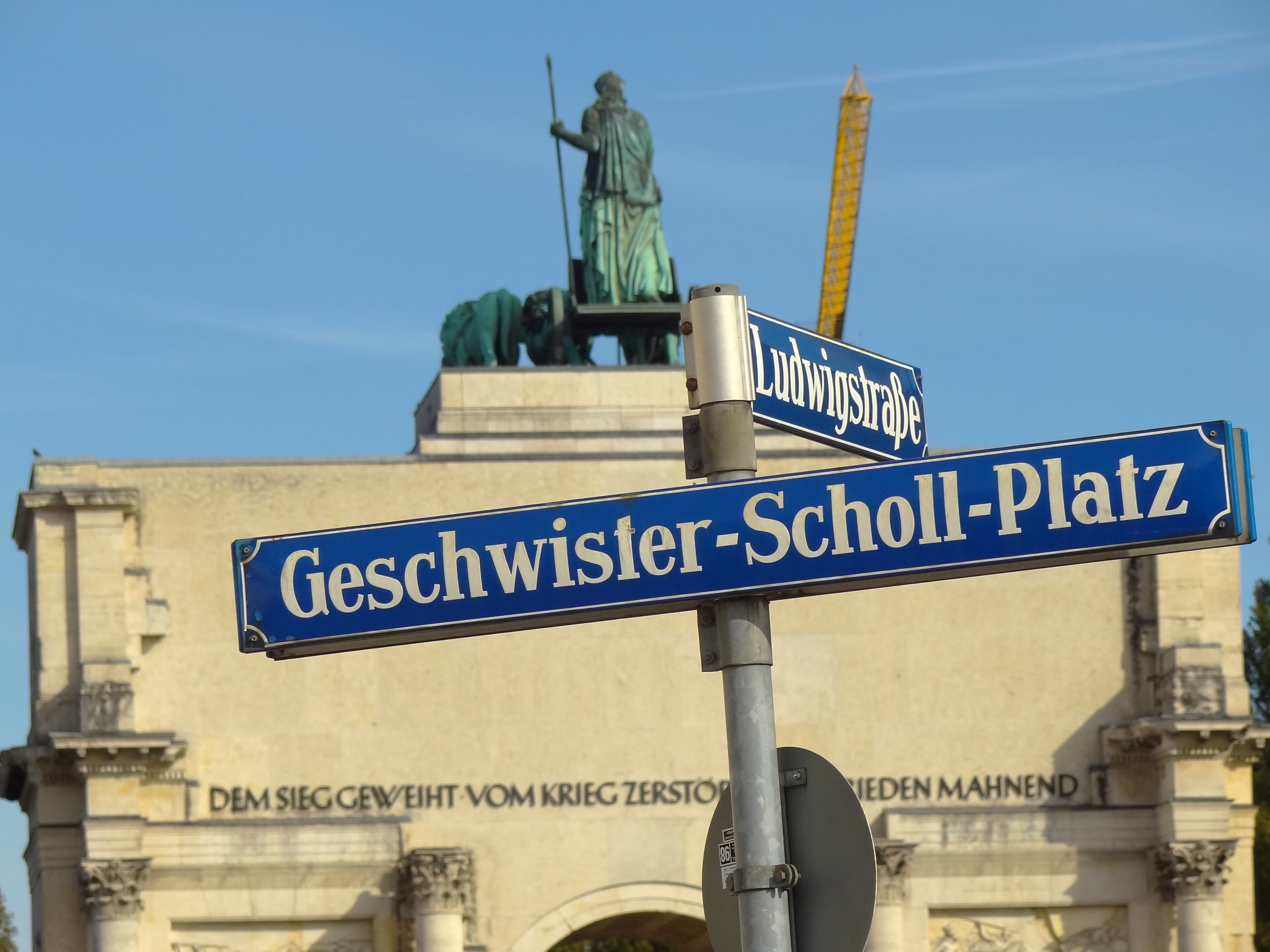
Die Geschwister Scholl sind die Personen, die in Deutschland am häufigsten gemeinsam auf einem Straßennamen zu finden sind, wie hier in München.

Die Liste von Straßennamen mit mehreren Personen in Deutschland enthält Straßennamen aus Deutschland, in denen mehrere Personen genannt werden. Mit fast 600 Mal sind die Geschwister Scholl mit Abstand am häufigsten in Straßennamen gemeinsam vertreten. Die Brüder Grimm findet man noch über 200 Mal. Alle anderen Personen, die gemeinsam auf Straßenschildern zu finden sind, tauchen nie mehr als fünfmal gemeinsam auf. Die meisten sind nur einmal vertreten.
Obwohl die Gründe für die Benennungen vielfältig sind, sind zwei Gruppen von Menschen sehr häufig gemeinsam in Straßennamen vertreten. Zum einen wird Firmengründern oder -betreibern häufig eine Straße in dem Standort ihrer Firma gewidmet. Eine weitere größere Gruppe sind Gegner und Opfer des NS-Regimes.
Auch in Österreich existieren solche Straßennamen. Sie sind dort jedoch viel seltener als in Deutschland.

## Liste
Die Liste erhebt keinen Anspruch auf Vollständigkeit. Eingetragen sind nur Straßennamen, in denen zweifelsfrei mehreren Personen genannt werden. So tauchen beispielsweise keine Grimmstraßen auf, obwohl sich diese vermutlich häufig auch auf die Brüder Grimm beziehen. Außerdem werden nur reale Persönlichkeiten berücksichtigt, was z. B. Max-und-Moritz-Straßen ausschließt. Des Weiteren werden nur Straßen aufgeführt, bei denen die geehrten Persönlichkeiten ermittelt werden können.

| Straßenname                           | Städte                                                                             | benannt nach                                                                         | Bemerkungen |
| ------------------------------------- | ---------------------------------------------------------------------------------- | ------------------------------------------------------------------------------------ | --- |
| Alice-und-Hella-Hirsch-Ring           | Berlin                                                                             | Alice und Hella Hirsch                                                               | Die beiden Schwestern leisteten Widerstand gegen das NS-Regime und wurden von diesem ermordet. |
| Anneliese-und-Georg-Groscurth-Platz   | Berlin                                                                             | Anneliese und Georg Groscurth                                                        | Das Ehepaar leistete Widerstand gegen das NS-Regime. Georg Groscurth wurde dafür hingerichtet. |
| Auguste-und-Fritz-Fuchs-Platz         | Bergisch Gladbach                                                                  | Auguste und Fritz Fuchs                                                              | Das Ehepaar versteckte eine jüdische Frau vor den Nazis und rettete sie so vor der Deportation. |
| Brontëweg                             | Berlin                                                                             | Geschwister Brontë                                                                   | Drei britische Schwestern und Schriftstellerinnen. |
| Brüder-Bauer-Straße                   | Hanau                                                                              | Josef und Ludwig Bauer                                                               | Die Brüder gründeten die Fahrrad- und Metallwerke L. Bauer & Co. |
| Brüder-Blanc-Weg                      | Bad Homburg vor der Höhe                                                           | François und Louis Blanc                                                             | Die Zwillingsbrüder gründeten die Spielbank Bad Homburg. |
| Brüder-Bonhoeffer-Straße              | Leverkusen                                                                         | Dietrich und Klaus Bonhoeffer                                                        | Die Brüder leisteten Widerstand gegen das NS-Regime und wurden dafür ermordet. Nach Dietrich sind über 250 Straßen benannt, nach Klaus keine andere als diese. |
| Brüder-Busch-Straße                   | Siegburg und Siegen                                                                | Adolf, Fritz, Heinrich, Herrmann und Willi Busch                                     | Die Brüder wurden in Siegen geboren. Vorübergehend lebte die Familie in Siegburg. |
| Brüder-Fischinger-Straße              | Gelnhausen                                                                         | Hans und Oskar Fischinger                                                            | Die Brüder wurden in Gelnhausen geboren. |
| Brüder-Grimm-Allee                    | Göttingen                                                                          | Jacob und Wilhelm Grimm                                                              | siehe Brüder-Grimm-Straße |
| Brüder-Grimm-Gasse                    | Berlin                                                                             | Jacob und Wilhelm Grimm                                                              | siehe Brüder-Grimm-Straße |
| Brüder-Grimm-Platz                    | Kassel                                                                             | Jacob und Wilhelm Grimm                                                              | siehe Brüder-Grimm-Straße |
| Brüder-Grimm-Ring                     | Lübeck                                                                             | Jacob und Wilhelm Grimm                                                              | siehe Brüder-Grimm-Straße |
| Brüder-Grimm-Straße                   | 99 Mal in Deutschland, u. a. in Köln, Frankfurt am Main, Wiesbaden und Chemnitz    | Jacob und Wilhelm Grimm                                                              | Einzeln tauchen die beiden nur sehr selten in Straßennamen auf (Jacob 6 Mal, Wilhelm 3 Mal). Dabei wird für Jacob auch zweimal fälschlicherweise die Schreibweise Jakob verwendet. Siehe auch Gebrüder-Grimm-Straße und Platz der Göttinger Sieben |
| Brüder-Grimm-Weg                      | 18 Mal in Deutschland, u. a. in Hannover, Oberhausen, Siegen und Gütersloh         | Jacob und Wilhelm Grimm                                                              | siehe Brüder-Grimm-Straße |
| Brüder-Hornemann-Straße               | Hamburg                                                                            | Alexander und Eduard Hornemann                                                       | Die Brüder waren zwei der Kinder vom Bullenhuser Damm, die vom NS-Regime ermordet wurden. Siehe auch Geschwister-Witonski-Straße |
| Brüder-Knauß-Straße                   | Darmstadt                                                                          | Friedrich und Ludwig Knauß                                                           | Die Brüder entwickelten gemeinsam die Kaiserliche Vorstellungsuhr für Maria Theresia. |
| Brüder-Kurzschenkel-Straße            | Hanau                                                                              | Heinz und Karl Kurzschenkel                                                          | Die beiden Brüder waren Heimatforscher und erhielten für ihre Arbeit die Großauheimer Ehrenplakette. |
| Brüder-Stollberg-Weg                  | Göttingen                                                                          | Christian und Friedrich Leopold zu Stolberg-Stolberg                                 | Die beiden Brüder lebten einige Zeit in Göttingen. |
| Brüderstraße                          | Leipzig                                                                            | sieben Brüder                                                                        | Der Überlieferung nach sollen dort sieben Brüder sieben Häuser besessen haben. |
| Brüder-Zimmermann-Straße              | Steingaden                                                                         | Johann Baptist und Dominikus Zimmermann                                              | Die Brüder erbauten die Wieskirche in Steingaden. Häufiger sind die Brüder einzeln geehrt. So existieren vier Johann-Baptist-Zimmermann-Straßen und zehn Dominikus-Zimmermann-Straßen in Deutschland. Außerdem existiert in ihrem Geburtsort Wessobrunn eine Zimmermannstraße. |
| Christa-und-Günter-Andersen-Weg       | Mittelangeln                                                                       | Christa und Günter Andersen                                                          | Das Ehepaar gründete in Satrup die Andersen Shopper Manufaktur, die rollende Einkaufstaschen herstellt. |
| Christo-und-Jeanne-Claude-Straße      | Emsdetten                                                                          | Christo und Jeanne-Claude                                                            | Das Künstlerehepaar arbeitete eng mit einer in Emsdetten ansässigen Weberei zusammen. |
| Curjel-und-Moser-Straße               | Karlsruhe                                                                          | Robert Curjel und Karl Moser                                                         | Die beiden Architekten gründeten 1888 in Karlsruhe die Architektengemeinschaft Curjel & Moser, die bis 1915 bestand. |
| Ede-und-Unku-Weg                      | Berlin                                                                             | Erna Lauenburger und Grete Weiskopf                                                  | Der Jugendroman Ede und Unku von Grete Weiskopf beschreibt die authentischen Erlebnisse der Freundschaft eines Berliner Arbeiterjungen zur Sintezza Erna Lauenburger während der Zeit der Weimarer Republik. |
| Ede-und-Unku-Weg                      | Magdeburg                                                                          | Erna Lauenburger und Grete Weiskopf                                                  | Der Jugendroman Ede und Unku von Grete Weiskopf beschreibt die authentischen Erlebnisse der Freundschaft eines Berliner Arbeiterjungen zur Sintezza Erna Lauenburger während der Zeit der Weimarer Republik. Erna Lauenburger war im Sammellager Holzweg/Silberberg internetniert, bevor sie 1943 nach Auschwitz deportiert und ermordet wurde. Der Ede-und-Unku-Weg befindet sich am Ort des ehemaligen Sammellagers.                      |
| Elsbeth-und-Hermann-Zeller-Platz      | Waiblingen                                                                         | Elsbeth und Hermann Zeller                                                           | Das Ehepaar versteckte ein jüdisches Ehepaar vor den Nazis und verhinderte somit ihre Deportation. |
| Ethel-und-Julius-Rosenberg-Straße     | Woltersdorf, Birkenwerder                                                          | Ethel und Julius Rosenberg                                                           | Das US-amerikanische Ehepaar Rosenberg wurde wegen Spionage zugunsten der Sowjetunion 1953 hingerichtet. |
| Familie-Hoffmann-Straße               | Neuenkirchen                                                                       | Adele, Adolf, Bernard, Emil und Hermann Hoffmann                                     | Die Mitglieder einer jüdischen Familie sind Opfer des Holocaust. |
| Familie-Imdorf-Weg                    | Stolberg (Rheinland)                                                               | Familie Imdorf                                                                       | Die jüdische Familie wurde von den Nazis verfolgt. |
| Familie-Jürges-Platz                  | Frankfurt am Main                                                                  | Erna, Katharina, Jan und Martin Jürges, Irmtraud Jürges-Kiesling sowie Gesine Wagner | Die Familie war Opfer des Flugtagunglücks von Frankfurt. |
| Familie-Jürges-Weg                    | Mörfelden-Walldorf                                                                 | Erna, Katharina, Jan und Martin Jürges, Irmtraud Jürges-Kiesling sowie Gesine Wagner | siehe Familie-Jürges-Platz |
| Familie-Lang-Weg                      | Süßen                                                                              | Eva, Fanny, Lazarus und Leopold Lang                                                 | Die jüdische Familie war Opfer des Holocaust. |
| Familie-Mechau-Straße                 | Oldenburg (Oldb)                                                                   | Familie Mechau                                                                       | Die Sinti-Familie war Opfer des Porajmos. |
| Familie-Wertheim-Straße               | Bad Bentheim                                                                       | Familie Wertheim                                                                     | Die jüdische Familie war Opfer des Holocaust. |
| Faust-Remmert-Straße                  | Großenlüder                                                                        | Karl Remmert und Willi Faust                                                         | Die beiden wurden Weltmeister im Seitenwagenfahren. |
| Flach-Fengler-Straße                  | Wesseling                                                                          | Johann Flach und Paul Fengler                                                        | Johann Flach (SPD) und Paul Fengler (KPD) waren vor der nationalsozialistischen Machtergreifung Gemeinderatsmitglieder in Wesseling. Nach dem Attentat auf Hitler am 20. Juli 1944 wurden sie verhaftet und in Konzentrationslager deportiert. Fengler starb vermutlich auf einem Gefangenentransport in der Ostsee, Flach verstarb kurz nach Kriegsende im KZ Dachau an den Folgen seiner Haft.                                            |
| Fromet-und-Moses-Mendelssohn-Platz    | Berlin                                                                             | Fromet und Moses Mendelssohn                                                         | Der Platz sollte zunächst nur nach Moses Mendelssohn benannt werden. Die Änderung erfolgte aufgrund des Ziels, die Quote der Frauennamen in Straßennamen zu erhöhen. In Hamburg existiert eine Moses-Mendelssohn-Brücke. |
| Gebrüder-Asam-Straße                  | Aidenbach, Kempten (Allgäu), Mammendorf und Poing                                  | Cosmas Damian und Egid Quirin Asam                                                   | siehe auch Brüder Asam |
| Gebrüder-Bachert-Straße               | Karlsruhe                                                                          | Alfred und Karl Bachert                                                              | Die beiden Brüder gründeten eine Glockengießerei in Karlsruhe, die heute wieder Teil der Glockengießerei Bachert ist. |
| Gebrüder-Baruch-Straße                | Bad Kreuznach                                                                      | Hermann und Julius Baruch                                                            | Die beiden Ringer jüdischer Herkunft sind Opfer des Holocaust. |
| Gebrüder-Batscheider-Straße           | Unterhaching                                                                       | Alfred und Max-Edmund Batscheider                                                    | Die beiden Brüder gründeten eine Großbäckerei in Unterhaching. |
| Gebrüder-Boll-Straße                  | Neubrandenburg                                                                     | Ernst und Franz Boll                                                                 | Die beiden Brüder wurden in Neubrandenburg geboren und starben auch dort. |
| Gebrüder-Bölts-Straße                 | Heltersberg                                                                        | Hartmut und Udo Bölts                                                                | Die Brüder sind ehemalige Radrennfahrer und stammen aus Heltersberg. |
| Gebrüder-Bongardt-Straße              | Röslau                                                                             | Carl, Max und Wilhelm Bongardt                                                       | Die Brüder gründeten in Hohenlimburg ein Stahl- und Drahtwerk. |
| Gebrüder-Coblenz-Straße               | Köln                                                                               | Heinrich und Josef Coblenz                                                           | Die Brüder betrieben in Deutz eine Tabakfabrik. Sie hinterließen der Stadt eine große Geldsumme, die damit einen Seniorenstift bauen sollte. Das Gebrüder-Coblenz-Stift existiert noch heute. |
| Gebrüder-Dickow-Straße                | Waldkraiburg                                                                       | Carl und Wilhelm Dickow                                                              | Die Brüder bauten die Firma Dickow Pumpen in Waldkraiburg auf, die vor dem Krieg ihren Sitz in Gablonz hatte. |
| Gebrüder-Dommermuth-Straße            | Koblenz                                                                            | Jupp, Leo und Peter Dommermuth                                                       | Die Brüder waren bekannte Karnevalisten aus Koblenz. |
| Gebrüder-Dorner-Straße                | Ehrenkirchen                                                                       | Johann Jakob, Josef und Fridolin Dorner                                              | Die Brüder waren Bildhauer und Maler und stammten aus Ehrenstetten. |
| Gebrüder-Dötschel-Straße              | Mitwitz                                                                            | Andreas und Georg Dötschel                                                           | Die Brüder verfassten ein Tagebuch, das Auskunft über den Mitwitzer Raum im 17. Jahrhundert gibt. |
| Gebrüder-Eicher-Ring                  | Forstern                                                                           | Albert und Josef Eicher                                                              | Die Brüder gründeten in Forstern den Traktorenhersteller Eicher. |
| Gebrüder-Engelhardt-Straße            | Artern/Unstrut                                                                     | Ewald Engelhardt und Otto Engelhardt-Kyffhäuser                                      | Die in Artern geborenen Brüder waren Maler. |
| Gebrüder-Fromm-Weg                    | Bad Schwartau                                                                      | Otto und Paul Fromm                                                                  | Die Brüder gründenten die Chemische Fabrik Schwartau, aus der die Schwartauer Werke hervorgingen. |
| Gebrüder-Funke-Weg                    | Hamm                                                                               | Anton und August Funke                                                               | Die Brüder gründeten die Waldbühne Heessen. |
| Gebrüder-Geisel-Straße                | Waldsassen                                                                         | Abraham, David und Elias Geisel                                                      | Die Brüder bauten einen Tuchmacherbetrieb in Waldsassen auf und erwirkten das Stadtrecht für den Ort. |
| Gebrüder-Graun-Straße                 | Ahlen                                                                              | August Friedrich, Carl Heinrich und Johann Gottlieb Graun                            | Die drei Brüder waren Komponisten. In ihrem Geburtsort Wahrenbrück existiert ein Graunplatz. |
| Gebrüder-Grimm-Allee                  | Viernheim                                                                          | Jacob und Wilhelm Grimm                                                              | siehe Brüder-Grimm-Straße |
| Gebrüder-Grimm-Hof                    | Hameln                                                                             | Jacob und Wilhelm Grimm                                                              | siehe Brüder-Grimm-Straße |
| Gebrüder-Grimm-Platz                  | Hattorf am Harz und Moers                                                          | Jacob und Wilhelm Grimm                                                              | siehe Brüder-Grimm-Straße |
| Gebrüder-Grimm-Steig                  | Elze                                                                               | Jacob und Wilhelm Grimm                                                              | siehe Brüder-Grimm-Straße |
| Gebrüder-Grimm-Straße                 | 74 Mal in Deutschland, u. a. in Dortmund, Karlsruhe, Oldenburg und Würzburg        | Jacob und Wilhelm Grimm                                                              | siehe Brüder-Grimm-Straße |
| Gebrüder-Grimm-Weg                    | 22 Mal in Deutschland, u. a. in Salzgitter, Detmold, Offenburg und Greifswald      | Jacob und Wilhelm Grimm                                                              | siehe Brüder-Grimm-Straße |
| Gebrüder-Gross-Straße                 | Bad Urach                                                                          | Rudolf und Eugen Groß                                                                | Die Brüder gründeten in Urach eine Baumwollspinnerei und -weberei. |
| Gebrüder-Grütter-Straße               | Oranienburg                                                                        | Gustav und Karl Grütter                                                              | Die Brüder machten sich um den Aufbau des Ortes Lehnitz verdient. |
| Gebrüder-Hartmann-Straße              | Hannover                                                                           | Conrad und Heinrich Hartmann                                                         | Die Brüder gründeten die Geha-Werke. |
| Gebrüder-Häußler-Straße               | Gera                                                                               | Christoph Heinrich und Friedrich Häußler                                             | Die Brüder gründeten eine Likörfirma. |
| Gebrüder-Heller-Straße                | Nürtingen                                                                          | Ernst und Hermann Heller                                                             | Die Brüder gründeten die Firma Gebr. Heller. |
| Gebrüder-Heyn-Straße                  | Lüneburg                                                                           | Gebrüder Heyn                                                                        | Die Brüder gründeten eine Zementfabrik in Lüneburg. |
| Gebrüder-Himmelheber-Straße           | Karlsruhe                                                                          | Heinrich und Carl Himmelheber                                                        | Die Brüder gründeten ein Möbel- und Schreinerunternehmen. |
| Gebrüder-Hirth-Straße                 | Berlin                                                                             | Hellmuth und Wolf Hirth                                                              | Die Brüder Hellmuth (1886–1938) und Wolf Hirth (1900–1959) waren Flugpioniere. |
| Gebrüder-Hofmann-Straße               | Eibelstadt                                                                         | Georg und Karl Hofmann                                                               | Die Brüder betrieben eine Fabrik für Landmaschinen, die heutige GHEbavaria. |
| Gebrüder-Hoffmann-Straße              | Prenzlau                                                                           | Gebrüder Hoffmann                                                                    | Die Brüder betrieben von 1855 bis 1907 eine Eisengießerei und Maschinenbauanstalt. |
| Gebrüder-Johann-Straße                | Bad Bocklet                                                                        | Alexius und Baptist Johann                                                           | |
| Gebrüder-John-Straße                  | Schwalmstadt                                                                       | Hans und Otto John                                                                   | Es existiert eine Otto-John-Straße in Weißensee. |
| Gebrüder-Keller-Weg                   | Wehrheim                                                                           | Andreas und Michael Keller                                                           | Die Brüder gründeten eine Orgelbauwerkstatt. |
| Gebrüder-Kerkmann-Platz               | Ahlen                                                                              | Gebrüder Kerkmann                                                                    | Die Brüder gründeten eine Email-Fabrik. |
| Gebrüder-Kreßmann-Straße              | Gützkow                                                                            | Emil und Konrad Kreßmann                                                             | Die Brüder waren Unternehmer aus Gützkow und spendeten Geld für die Armenkasse der Stadt. Sie sind auch Ehrenbürger der Stadt. |
| Gebrüder-Lange-Weg                    | Rümmingen                                                                          | Gebrüder Lange                                                                       | Die Brüder führten eine Ziegelei in Rümmlingen. |
| Gebrüder-Laumans-Straße               | Nettetal                                                                           | Caspar und Quirinus Laumans                                                          | Die Brüder führten die Gebr. Laumans Ziegelwerke. |
| Gebrüder-Lay-Straße                   | Plauen                                                                             | Gebrüder Lay                                                                         | Die Brüder gründeten eine Spitzen-Fabrik in Plauen. |
| Gebrüder-Lazarus-Straße               | Wunstorf                                                                           | Ernst und Ludwig Lazarus                                                             | Die jüdischen Zwillingsbrüder sind Opfer des Holocaust. |
| Gebrüder-Lein-Straße                  | Pirna                                                                              | Gebrüder Lein                                                                        | Die Brüder gründeten eine Maschinenfabrik in Pirna. |
| Gebrüder-Lerff-Weg                    | Haldenwang                                                                         | Hans und Peter Lerff                                                                 | Die Brüder waren Schreiner und erschufen vermutlich den Altar der Wallfahrtskirche St. Leonhard in Börwang. |
| Gebrüder-Lodes-Straße                 | Nürnberg                                                                           | Fritz und Rudolf Lodes                                                               | Die Brüder leisteten Widerstand gegen das NS-Regime. |
| Gebrüder-Lukas-Straße                 | Engelskirchen                                                                      | Edmund und Willi Lukas                                                               | Die Brüder gründeten den Werkzeughersteller LUKAS-ERZETT. |
| Gebrüder-Mörchel-Weg                  | Dortmund                                                                           | Erich und Karl Mörchel                                                               | Die Brüder waren im kommunistischen Widerstand gegen das NS-Regime aktiv und wurden von diesem ermordet. |
| Gebrüder-Netzsch-Straße               | Selb                                                                               | Christian und Thomas Netzsch                                                         | Die Brüder gründeten die Netzsch-Gruppe. |
| Gebrüder-Ott-Weg                      | München                                                                            | Martin und Valentin Ott                                                              | |
| Gebrüder-Pauken-Straße                | Mülheim-Kärlich                                                                    | Arthur und Edmund Pauken                                                             | Die Brüder gründeten das Rhein-Mosel-Einkaufszentrum in Mülheim. |
| Gebrüder-Reifenhäuser-Platz           | Troisdorf                                                                          | Fritz und Hans Reifenhäuser                                                          | Die Brüder machten aus der väterlichen Schmiede die Reifenhäuser Gruppe. |
| Gebrüder-Reusch-Straße                | Rösrath                                                                            | Heinrich Christian und Johann Friedrich Reusch                                       | Die Brüder gründeten ein Stahl- und Walzwerk in Rösrath-Hoffnungsthal. |
| Gebrüder-Rösle-Straße                 | Marktoberdorf                                                                      | Georg und Karl Rösle                                                                 | Die Brüder leiteten die Metallwarenfabrik Gebrüder RÖSLE KG, die heutige Rösle Group GmbH. |
| Gebrüder-Ruppel-Straße                | Gotha                                                                              | Gebrüder Ruppel                                                                      | Die Brüder leiteten eine Metallwarenfabrik. |
| Gebrüder-Rüther-Straße                | Brilon                                                                             | Josef und Theodor Rüther                                                             | Die Brüder waren im Friedensbund Deutscher Katholiken aktiv. |
| Gebrüder-Schmid-Weg                   | Stuttgart                                                                          | Hermann und Rudolf Schmid                                                            | Die Brüder leiteten einen Buch- und Zeitschriftenvertrieb. Ihr Vermögen vererbten sie einer Stiftung, die soziale Einrichtungen in Stuttgart fördert. |
| Gebrüder-Schnack-Straße               | Hammelburg und Rieneck                                                             | Anton und Friedrich Schnack                                                          | Die Schriftsteller-Brüder sind in Rieneck geboren. |
| Gebrüder-Schönthal-Straße             | Rheine                                                                             | Gebrüder Schönthal                                                                   | Die Brüder gründeten eine Textilfabrik in Mesum. |
| Gebrüder-Seibel-Ring                  | Fritzlar                                                                           | Franz und Karl Seibel                                                                | Die Zwillingsbrüder gründeten eine Zementfabrik in Erwitte. Sie sind in Fritzlar geboren. |
| Gebrüder-Seibel-Straße                | Hauenstein                                                                         | Anton und Carl August Seibel                                                         | Die Brüder gründeten eine Schuhfabrik in Hauenstein. |
| Gebrüder-Silbermann-Straße            | Brandenburg an der Havel                                                           | Gebrüder Silbermann                                                                  | Die jüdischen Brüder übernahmen 1912 eine Hutfabrik und betrieben sie bis vermutlich 1938. |
| Gebrüder-Teeuwen-Straße               | Nettetal                                                                           | Gebrüder Teeuwen                                                                     | Die niederländischen Brüder aus Tegelen errichteten in Kaldenkirchen eine Ziegelfabrik. |
| Gebrüder-Thalheimer-Straße            | Rheda-Wiedenbrück                                                                  | Isaak und Gustav Thalheimer                                                          | Die beiden jüdischen Brüder erwarben eine Möbelfabrik (heutige Westag & Getalit AG) in Wiedenbrück. Sie flohen vor den Nazis ins Ausland und wurden von diesen enteignet. |
| Gebrüder-Theysohn-Straße              | Heltersberg                                                                        | Albert und Daniel Theysohn                                                           | Die Brüder gründeten eine Schuh- und Kunststofffabrik. Daniel Theysohn gründete eine Stiftung, die sich unter anderem um die Förderung von Jugendlichen kümmert. |
| Gebrüder-Uekermann-Straße             | Hiddenhausen                                                                       | Georg und Gustav Uekermann                                                           | Die Brüder gründeten in Schweicheln die Brauerei Felsenkeller, aus der die Herforder Brauerei hervorging. |
| Gebrüder-Ulrich-Straße                | Hungen                                                                             | Bernd und Karl-Heinz Ulrich                                                          | Die Brüder treten als Die Amigos auf und stammen aus Villingen. |
| Gebrüder-Waasner-Straße               | Forchheim                                                                          | Bruno und Kurt Waasner                                                               | Die Brüder gründeten eine elektrotechnische Fabrik. |
| Gebrüder-Walker-Weg                   | Rottenacker                                                                        | Gebrüder Walker                                                                      | Die Brüder gründeten eine Weberei in Rottenacker. |
| Gebrüder-Wandinger-Weg                | Dorfen                                                                             | Franz und Hermann Wandinger                                                          | Die Zwillingsbrüder aus Dorfen waren Goldschmiede und gestalteten u. a. den Hemadlenzen-Brunnen. |
| Gebrüder-Warburg-Straße               | Warburg                                                                            | Gerson und Moses Marcus Warburg                                                      | Die Brüder gründeten das Bankhaus M.M.Warburg & CO. |
| Gebrüder-Weber-Weg                    | Leipzig                                                                            | Ernst Heinrich, Wilhelm Eduard und Eduard Friedrich Weber                            | Drei Brüder, die in Leipzig sowohl einzeln als auch gemeinsam auf medizinischen, physikalischen und angrenzenden Gebieten wirkten. |
| Gebrüder-Welger-Straße                | Wolfenbüttel                                                                       | Franz und Gustav Welger                                                              | Die Brüder gründeten in Wolfenbüttel die Maschinenfabrik Gebrüder Welger aus der die Welger Recycling Engineering GmbH hervorging. |
| Gebrüder-Weltring-Straße              | Thuine                                                                             | Heinrich Weltring und Brüder                                                         | Es gibt eine Heinrich-Weltring-Straße in Lingen (Ems) und ein Weltring-Park in Winterberg. |
| Gebrüder-Wolf-Platz                   | Hamburg                                                                            | James, Leopold und Ludwig Wolf                                                       | Die jüdischen Brüder wurden als Wolf-Trio bekannt. James Wolf starb im KZ Theresienstadt. |
| Gebrüder-Wright-Straße                | Berlin, Bonn, Frankfurt am Main und Wassenberg                                     | Orville und Wilbur Wright                                                            | Die Brüder Wright gelten als Erfinder des Flugzeugs. In Potsdam existiert eine Orville-Wright-Straße, nach Wilbur allein ist keine Straße in Deutschland benannt. |
| Gertrud-und-Otto-Mörike-Weg           | Stuttgart                                                                          | Gertrud und Otto Mörike                                                              | Das Ehepaar leistete Widerstand gegen das NS-Regime. In Weissach existiert ein Otto-Mörike-Weg. |
| Geschwister-Aufricht-Straße           | Düsseldorf                                                                         | Erna und Johanne Aufricht                                                            | Die beiden Geschwister ungarisch-jüdischer Herkunft lebten lange Zeit in Kaiserswerth. Sie wurden vom NS-Regime verfolgt und ins KZ deportiert. Erna kam dort ums Leben. |
| Geschwister-Beschütz-Bogen            | Hamburg                                                                            | Marie und Olga Beschütz                                                              | Die jüdischen Lehrerinnen aus Hamburg waren Opfer des Nationalsozialismus. |
| Geschwister-Buller-Straße             | Horstmar                                                                           | Anna und Theresia Buller                                                             | Anna Buller war Krankenpflegerin und erhielt für ihr Engagement das Bundesverdienstkreuz. Ihre Schwester Theresia war Lehrerin. Beide waren in Leer tätig, einem heutigen Stadtteil von Horstmar. Die Straße hieß zunächst Anna-Buller-Straße und erhielt erst nach dem Tod Theresias ihren heutigen Namen. |
| Geschwister-Gerrits-Straße            | Kevelaer                                                                           | Griche und They Gerrits                                                              | Die Geschwister erforschten die Natur ihrer Umgebung. Griche verfasste mehrere Bücher. |
| Geschwister-Gruber-Weg                | Maxhütte-Haidhof                                                                   | Maria und Magdalena Gruber                                                           | Die Schwestern vermachten der Kirche ihren Hof und ihr Land für die Errichtung einer eigenen Pfarrerei. |
| Geschwister-Haeusler-Weg              | Fürstenfeldbruck                                                                   | Mirijam und Gabriele Haeusler                                                        | Die Töchter von Caspar Haeusler gründeten Kester-Haeusler-Stiftung, die Wissenschaft, Forschung und Kultur fördert. |
| Geschwister-Herschel-Straße           | Laupheim                                                                           | Caroline und Wilhelm Herschel                                                        | Häufiger sind Straßen nach einem der beiden Geschwister benannt. So existieren 21 Straßennamen, die Caroline ehren (dabei teilweise mit der alternativen Schreibweise Karoline) und 2 Straßen, die Friedrich Wilhelm ehren (als Friedrich). |
| Geschwister-Heinefetter-Platz         | Mainz                                                                              | Eva, Fatime, Kathinka, Klara, Nanette, Sabine und Johann Baptist Heinefetter         | Die Schwestern waren alle Opernsängerinnen, wobei Kathinka, Klara und Sabine die bekanntesten sind. Ihr Bruder Johann Baptist war Maler. Die jüdische Familie stammt aus Mainz. |
| Geschwister-Hirsch-Straße             | München                                                                            | Irene und Martha Hirsch                                                              | Die zwei jüdischen Schwestern, die in Grünwald lebten, starben im Ghetto Piaski. |
| Geschwister-Katz-Straße               | Köln                                                                               | Amalie, Bernard und Max Katz                                                         | Die drei jüdischen Geschwister sind Opfer des Holocaust. |
| Geschwister-Mendelssohn-Stieg         | Hamburg                                                                            | Fanny Hensel und Felix Mendelssohn Bartholdy                                         | Der Weg befindet sich in unmittelbarer Nähe zum ehemaligen Standort des Geburtshaus der Komponisten-Geschwister. Dort befindet sich auch ein Denkmal für die Beiden. Deutlich häufiger sind Straßen nach nur einem der beiden benannt. So tragen 17 Straßen Fanny Hensel im Namen und drei ihren Geburtsnamen Fanny Mendelssohn. Nach Felix Mendelssohn sind sechs Straßen benannt. Dabei taucht er sowohl mit als auch ohne Bartholdy auf. |
| Geschwister-Möhlig-Straße             | Mendig                                                                             | Katharina und Johann Möhlig                                                          | Die Geschwister versteckten mehrfach eine jüdische Frau in ihrem Haus und verhinderten so ihre Deportation durch das NS-Regime. |
| Geschwister-Mohr-Weg                  | Wangen im Allgäu                                                                   | Anna, Luise und Melanie Mohr                                                         | Die Geschwister hinterließen der Gemeinde Wangen eine Stiftung, die Kulturschaffende fördert. |
| Geschwister-Neheimer-Platz            | Lennestadt                                                                         | Emile, Emma, Frieda, Rika und Rosa Neheimer                                          | Die jüdischen Schwestern flohen 1939 nach Belgien und wurden 1942 nach Auschwitz deportiert und dort ermordet. |
| Geschwister-Reiß-Straße               | Mörfelden-Walldorf                                                                 | Sara und Max Reiß                                                                    | Die jüdischen Geschwister starben im Ghetto Theresienstadt. |
| Geschwister-Rommer-Weg                | Biberach an der Riß                                                                | Auguste, Kathinka und Georg Rommer                                                   | Die Geschwister traten als professionelles Gesangsterzett auf und wurden Schwäbische Singvögel genannt. |
| Geschwister-Roth-Straße               | Dietmannsried                                                                      | Maria Roth und ihre Geschwister                                                      | Maria Roth vermachte der Gemeinde Dietmannsried ihr Vermögen. |
| Geschwister-Schiefer-Straße           | Laufen                                                                             | Bertha und Josefa Schiefer                                                           | Die Schwestern sammelten regionale Erzählungen, Bräuche, Volkslieder und Dialektausdrücke. Sie stammen aus Laufen und lebten dort bis zu ihrem Tod. |
| Geschwister-Scholl-Allee              | Itzehoe, Kleinmachnow und Zweibrücken                                              | Sophie und Hans Scholl                                                               | siehe Geschwister-Scholl-Straße |
| Geschwister-Scholl-Garten             | Ilsenburg (Harz)                                                                   | Sophie und Hans Scholl                                                               | siehe Geschwister-Scholl-Straße |
| Geschwister-Scholl-Platz              | 30 Mal in Deutschland, u. a. München, Wuppertal, Freiburg im Breisgau und Würzburg | Sophie und Hans Scholl                                                               | siehe Geschwister-Scholl-Straße |
| Geschwister-Scholl-Ring               | 15 Mal in Deutschland, u. a. Wolfsburg, Bamberg, Zittau und Bad Harzburg           | Sophie und Hans Scholl                                                               | siehe Geschwister-Scholl-Straße |
| Geschwister-Scholl-Siedlung           | Kelbra (Kyffhäuser) und Landsberg (Saalekreis)                                     | Sophie und Hans Scholl                                                               | siehe Geschwister-Scholl-Straße |
| Geschwister-Scholl-Straße             | 492 Mal in Deutschland, u. a. Berlin, Hamburg, Köln und Frankfurt am Main          | Sophie und Hans Scholl                                                               | Seltener sind Straßen, die nur nach einem der beiden Geschwister benannt sind. Dabei gibt es ein deutliches Ungleichgewicht. Sophie Scholl taucht 86 Mal als Namensgeberin auf, ihr Bruder Hans jedoch nur 8 Mal. Siehe auch Sophie-und-Hans-Scholl-Straße |
| Geschwister-Scholl-Weg                | 42 Mal in Deutschland, u. a. Krefeld, Lübeck, Darmstadt und Bottrop                | Sophie und Hans Scholl                                                               | siehe Geschwister-Scholl-Straße |
| Geschwister-Stock-Platz               | Wiesbaden                                                                          | Rosel und Josef Stock                                                                | Die Geschwister sind Opfer des Holocaust. |
| Geschwister-Vollrath-Platz            | Peine                                                                              | Geschwister Vollrath                                                                 | Die Geschwister vererbten der Stadt eine größere Geldmenge. |
| Geschwister-Vömel-Weg                 | Erlangen                                                                           | Marie und Rosa Vömel                                                                 | Leiterinnen des Vömel’schen Privat-Töchterinstitut, aus dem später das Marie-Therese-Gymnasium hervorging. |
| Geschwister-Weinberg-Straße           | Rhauderfehn                                                                        | Friedel und Albrecht Weinberg                                                        | Die Geschwister sind Holocaustüberlebende aus Rhauderfehn. |
| Geschwister-Wenig-Straße              | Pocking                                                                            | Aquilina und Alfred Wenig                                                            | Die Geschwister stifteten den Bürgerpark in Pocking und eine Million Euro für dessen Erhalt. |
| Geschwister-Witonski-Straße           | Hamburg                                                                            | Eleonora Witońska und Roman Witoński                                                 | Die Geschwister waren zwei der Kinder vom Bullenhuser Damm, die vom NS-Regime ermordet wurden. Siehe auch Brüder-Hornemann-Straße |
| Gisela-und-Hans-Ruland-Straße         | Waldbronn                                                                          | Gisela und Hans Ruland                                                               | Das Ehepaar betrieb mehrere Rehakliniken und ein Thermenhotel. |
| Hahn-Meitner-Weg                      | Mainz                                                                              | Otto Hahn und Lise Meitner                                                           | Der Chemiker Otto Hahn und die Physikerin Lise Meitner arbeiteten jahrzehntelang zusammen. Meitner war entscheidend an der Entdeckung der Kernspaltung durch Hahn beteiligt. Die Straße befindet sich auf dem Universitätscampus und wurde 2010 benannt. |
| Haid-und-Neu-Straße                   | Karlsruhe                                                                          | Georg Haid und Carl Wilhelm Neu                                                      | Gründer der Nähmaschinenfabrik Haid & Neu |
| Heinrich-und-Thomas-Mann-Straße       | Halle (Saale)                                                                      | Heinrich und Thomas Mann                                                             | Wesentlich häufiger sind Straßen nach einem der beiden Brüder benannt. So sind über 50 Straßen nach Heinrich und über 300 Straßen nach Thomas benannt. |
| Helena-Curtens-und-Agnes-Olmans-Platz | Düsseldorf                                                                         | Helena Curtens und Agnes Olmans                                                      | Die beiden Frauen wurden im letzten Hexenprozess am Niederrhein zum Tode verurteilt und später hingerichtet. Dies ist der einzige Straßenname in Deutschland, auf dem zwei Personen mit Vor- und Nachnamen genannt werden, die sich nicht denselben Nachnamen teilen. |
| Helene-und-Maria-Schieß-Straße        | Konstanz                                                                           | Helene und Maria Schieß                                                              | Die beiden Schwestern waren Frauenrechtlerin. |
| Hoeber-und-Mandelbaum-Straße          | Oberhausen-Rheinhausen                                                             | Theodor Hoeber und Gustav Mandelbaum                                                 | Die beiden Unternehmer gründeten eine Zigarrenfabrik. |
| Horst-und-Ursula-Gall-Weg             | Bad Sachsa                                                                         | Ursula und Horst Gall                                                                | Die Stiftung des Ehepaar unterstützt verschiedene Einrichtung in Bad Sachsa finanziell, u. a. einen Kindergarten und eine Grundschule. |
| Karl-und-Martin-Neuner-Platz          | Garmisch-Partenkirchen                                                             | Karl und Martin Neuner                                                               | Die Brüder waren Skispringer und Nordischer Kombinierer und nahmen an den Olympischen Spielen teil. |
| Kay-und-Lore-Lorentz-Platz            | Düsseldorf                                                                         | Lore und Kay Lorentz                                                                 | Das Kabarettisten-Ehepaar gründete das Kom(m)ödchen. |
| Kersick-Westphal-Weg                  | Cottbus                                                                            | Franz Kersick und Johann Westphal                                                    | Die beiden Männer aus Westfalen waren Teil der Kavallerie der Napoleonischen Armee. Zusammen mit Andreas Bremer, Heinrich Menke und Karl Mocke desertierten sie am 13. Juli 1813. In Sielow wurden sie gefangengenommen und am 16. Juli hingerichtet. In Sielow erinnert auch ein Denkmal an die fünf Männer. |
| Maria-und-Georg-Dietrich-Straße       | Offenburg                                                                          | Maria und Georg Dietrich                                                             | Das Unternehmer-Ehepaar machte sich um Offenburg und dessen polnische Partnerstadt Olsztyn verdient. |
| Marx-Engels-Platz                     | Halberstadt, Mestlin und Teuchern                                                  | Friedrich Engels und Karl Marx                                                       | Zwischen 1951 und 1994 hieß der Schloßplatz in Berlin ebenfalls Marx-Engels-Platz. Siehe auch Marx-Engels-Straße |
| Marx-Engels-Straße                    | Nauen und Petersberg                                                               | Friedrich Engels und Karl Marx                                                       | Einzeln wurden die beiden wesentlich häufiger geehrt. Karl Marx taucht über 400 Mal mit vollem Namen in Straßennamen auf, Friedrich Engels über 200 Mal. |
| Münch-Braun-Straße                    | Alzey                                                                              | Hans Münch und Rolf Braun                                                            | Am 24. Oktober 1970 bei einem Feuerwehreinsatz ums Leben gekommen. |
| Paul-und-Gretel-Dietrich-Straße       | Konstanz                                                                           | Gretel und Paul Dietrich                                                             | Das Ehepaar gründete die Bodensee-Kunstschule. |
| Peter-und-Paul-Gasse                  | Bad Reichenhall                                                                    | Hl. Petrus und Hl. Paulus                                                            | Nahe der Gasse befanden sich außerhalb der mittelalterlichen Stadtbefestigung von Reichenhall zwei diesen Heiligen geweihte Kirchlein, die jedoch um 1800 der Säkularisation zum Opfer fielen. Die Kirchen waren auch namensgebend für den Peter-und-Paul-Turm, einen von zwei erhalten gebliebenen Wehrtürmen der mittelalterlichen Stadtmauer, der sich direkt an der Gasse befindet und bewohnt ist.                                     |
| Platz der Göttinger Sieben            | Hannover und Göttingen                                                             | Göttinger Sieben                                                                     | Gruppe von Göttinger Professoren, die 1837 gegen die Aufhebung der 1833 eingeführten liberalen Verfassung im Königreich Hannover protestierten, darunter die Brüder Grimm. |
| Rut-und-Klaus-Bahlsen-Weg             | Hannover                                                                           | Rut und Klaus Bahlsen                                                                | Das Unternehmer-Ehepaar stiftete Hannover eine Fußgängerbrücke und einen Brunnen. |
| Ruth-und-Ellen-Weisner-Gasse          | Unna                                                                               | Ellen und Ruth Weisner                                                               | Die beiden jüdischen Schwestern starben im KZ Auschwitz. |
| Schwestern-Brünell-Weg                | Brühl                                                                              | Helene und Paula Brünell                                                             | Die beiden Schwestern waren jüdische Geschäftsfrauen aus Brühl. Sie wurden vom NS-Regime nach Minsk deportiert, von wo sie nicht mehr zurückkehrten und für tot erklärt wurden. |
| Siemens-Halske-Ring                   | Cottbus                                                                            | Werner von Siemens und Johann Georg Halske                                           | Beide tauchen auch einzeln auf Straßen auf. Dabei existieren bei beiden sowohl Straßennamen mit Vor- und Nachnamen als auch nur Nachnamen. Siemens taucht dabei über 700 Mal als Namensgeber auf, Halske jedoch nur 21 Mal. |
| Sophie-und-Hans-Scholl-Straße         | Ginsheim-Gustavsburg                                                               | Sophie und Hans Scholl                                                               | siehe Geschwister-Scholl-Straße |
| Straße der 53                         | Leipzig                                                                            | 53 von der Gestapo ermordete Häftlinge unter ihnen Alfred Kästner und Paul Küstner   | Am 12. April 1945 wurden 52 Gefangene des Polizeigefängnis Leipzig in Lindenthal ermordet. Unter ihnen waren 10 Deutsche und 42 Ausländer. Im Massengrab fand sich später ein 53. Leichnam, bei dem es sich vermutlich um einen Zwangsarbeiter handelte. In Leipzig und Schkölen existieren Alfred-Kästner-Straßen, in Leipzig außerdem auch eine Paul-Küstner-Straße.                                                                      |
| Vierzehn-Nothelfer-Straße             | Mainz                                                                              | Vierzehn Nothelfer                                                                   | Die vierzehn Nothelfer waren eine Gruppe von Heiligen im zweiten bis vierten Jahrhundert. An die Straße schließt sich ein Waldweg an, der zur Vierzehn-Nothelfer-Kapelle führt. |
| Woty-und-Theodor-Werner-Weg           | München                                                                            | Woty und Theodor Werner                                                              | Das Malerehepaar lebte längere Zeit in München. |

## Galerie

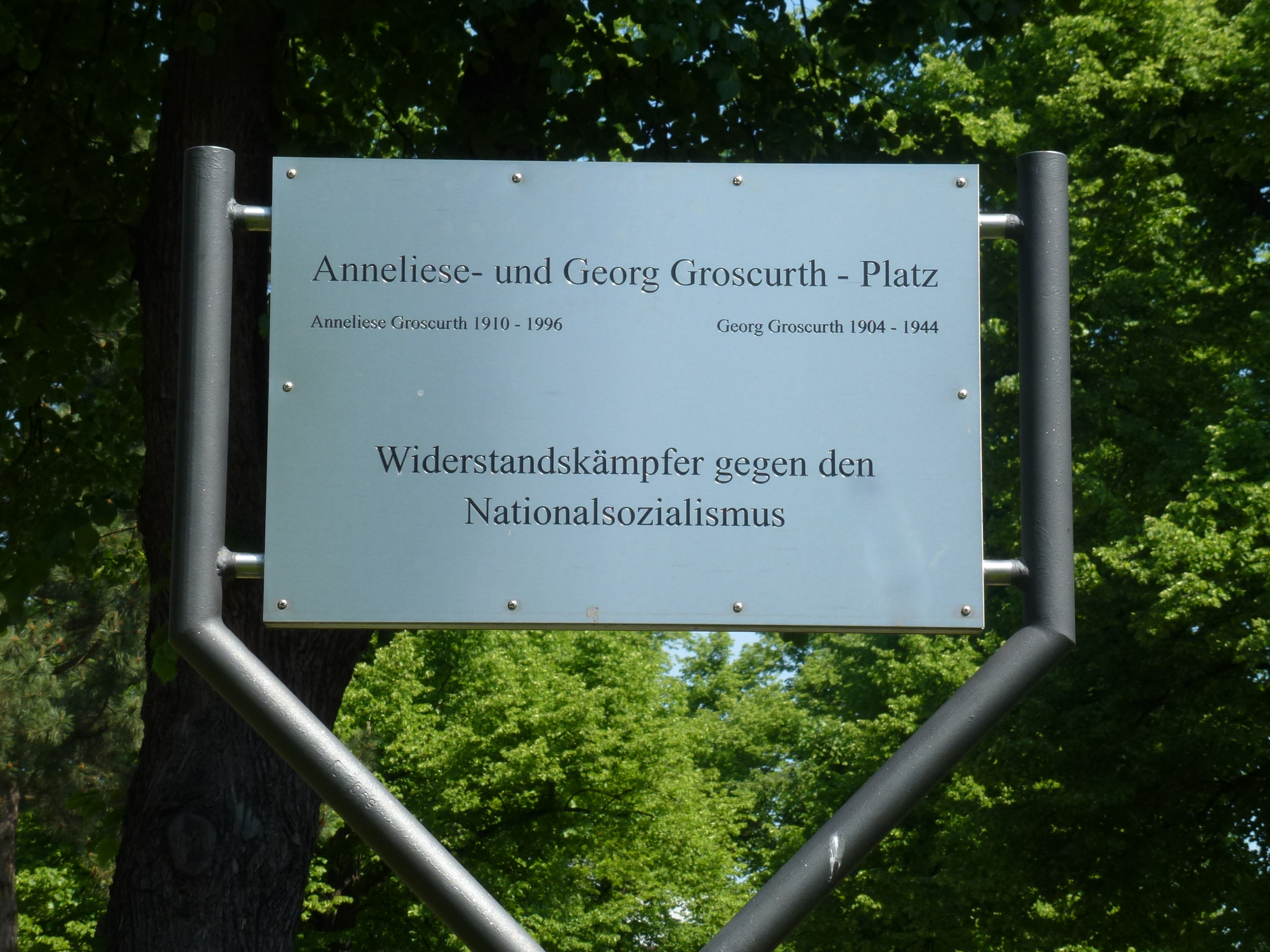
Alice-und-Georg-Groscurth-Platz in Berlin
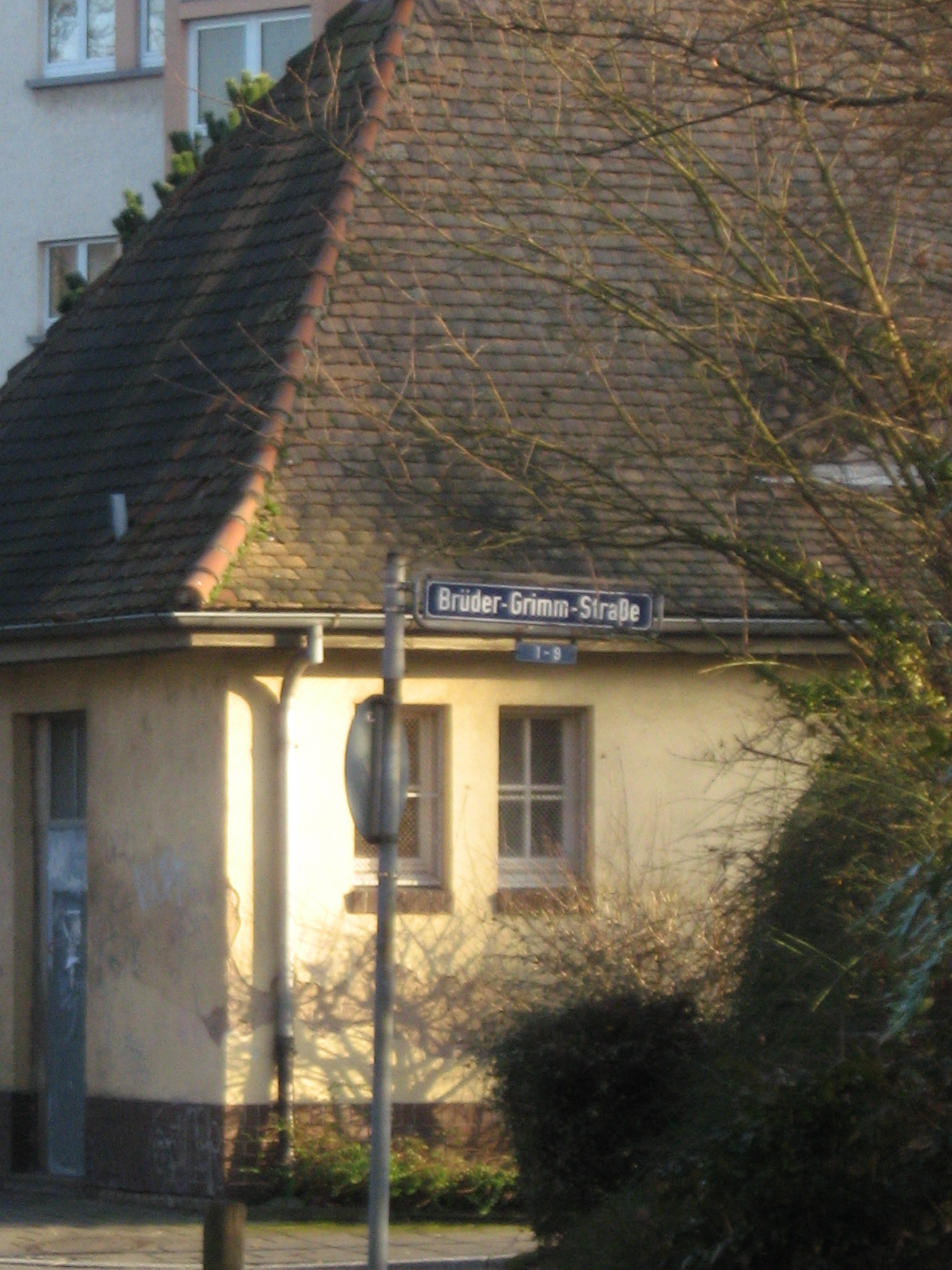
Brüder-Grimm-Straße in Offenbach am Main
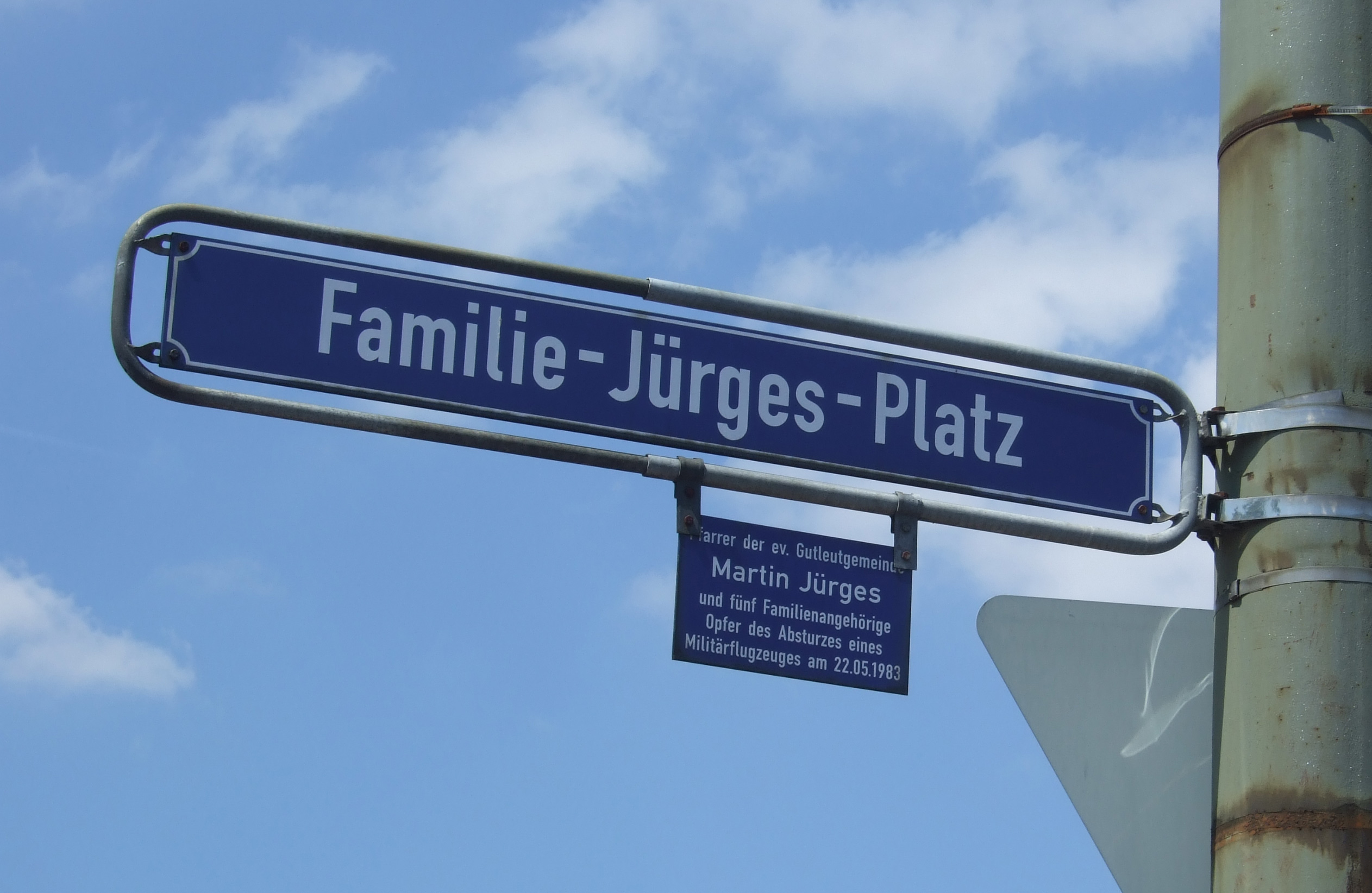
Familie-Jürges-Platz in Frankfurt am Main
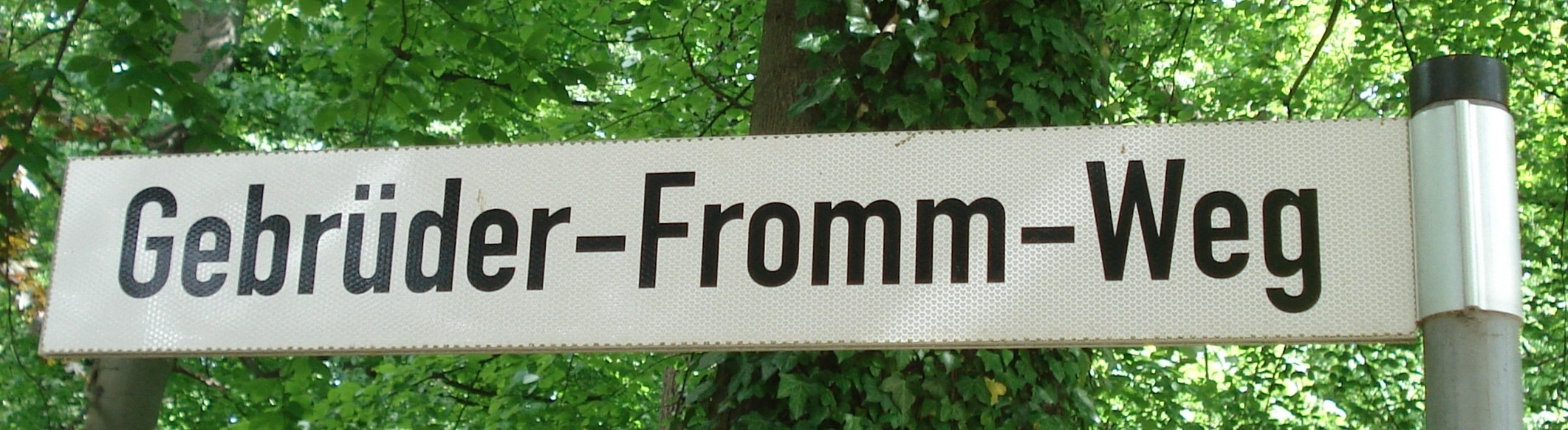
Gebrüder-Fromm-Weg in Bad Schwartau
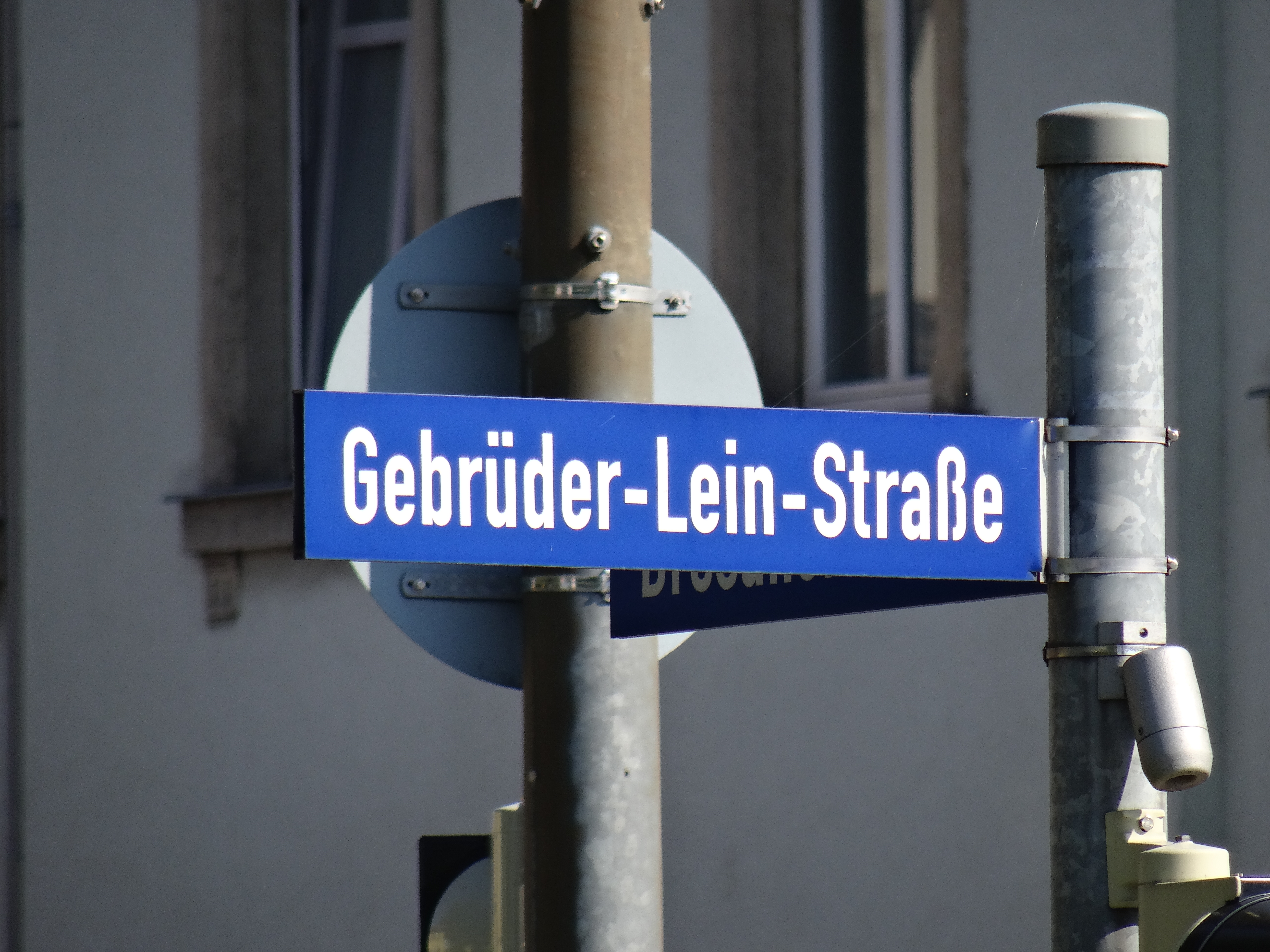
Gebrüder-Lein-Straße in Pirna
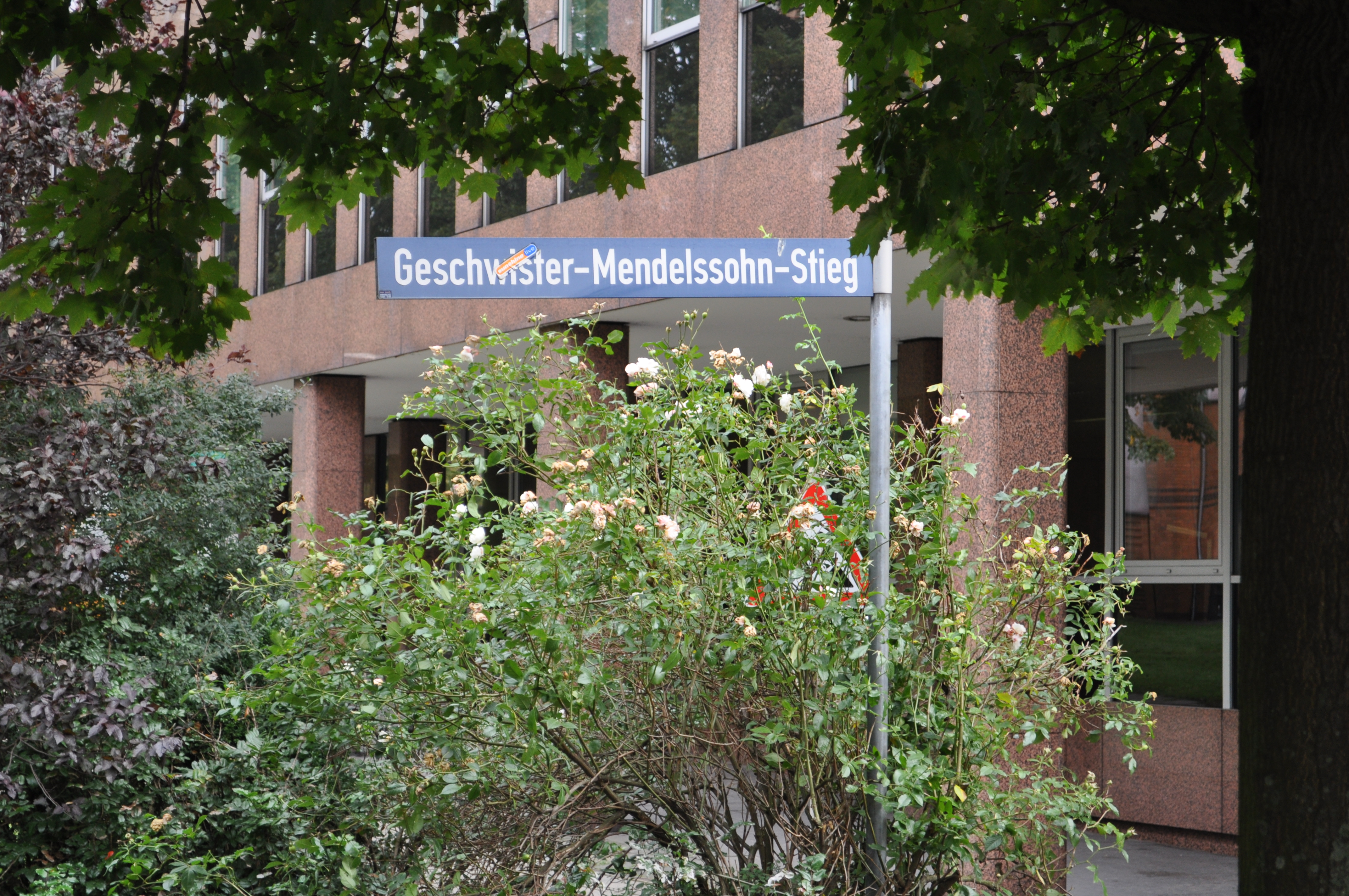
Geschwister-Mendelssohn-Stieg in Hamburg
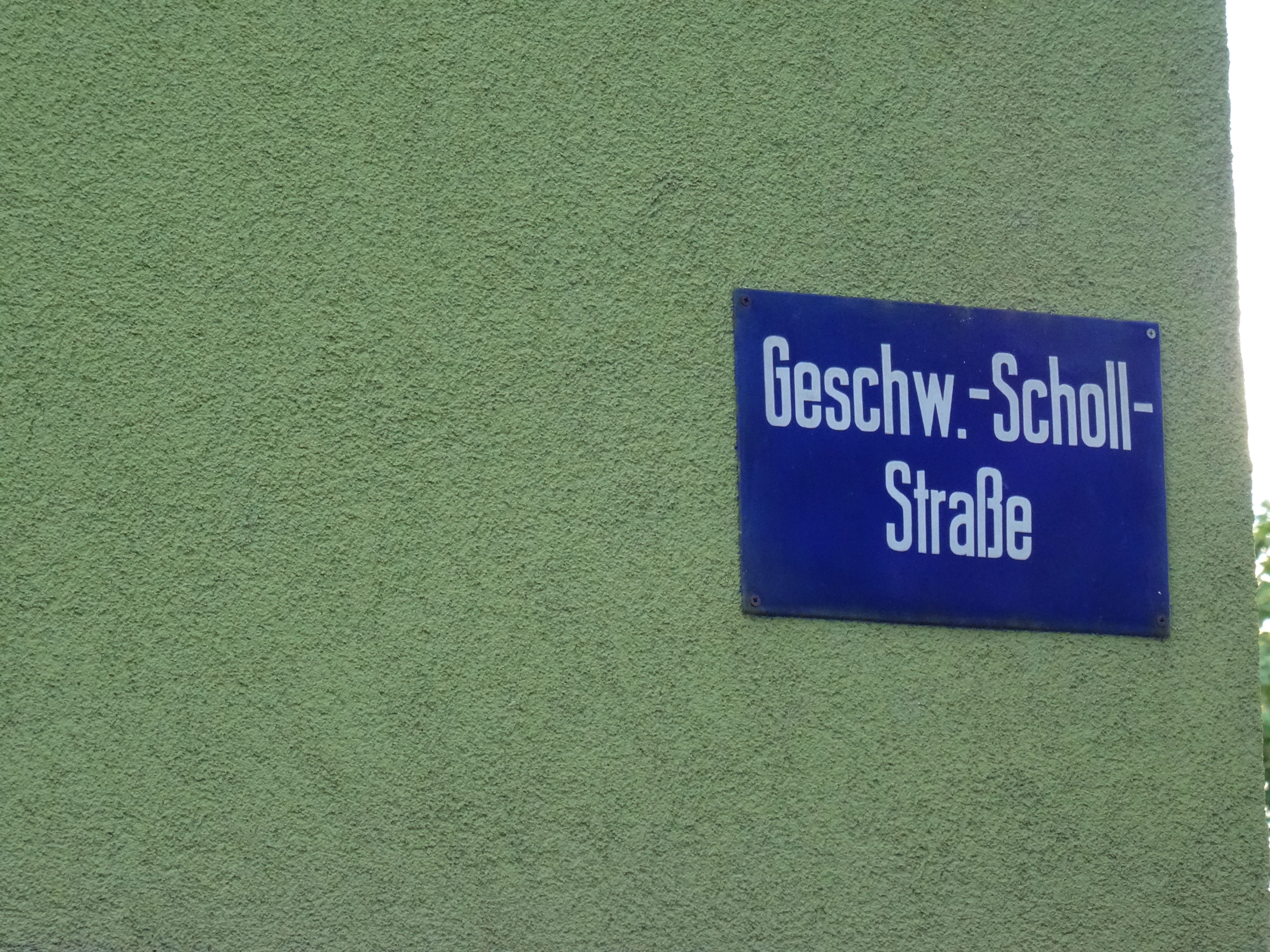
Geschwister-Scholl-Straße in Pirna
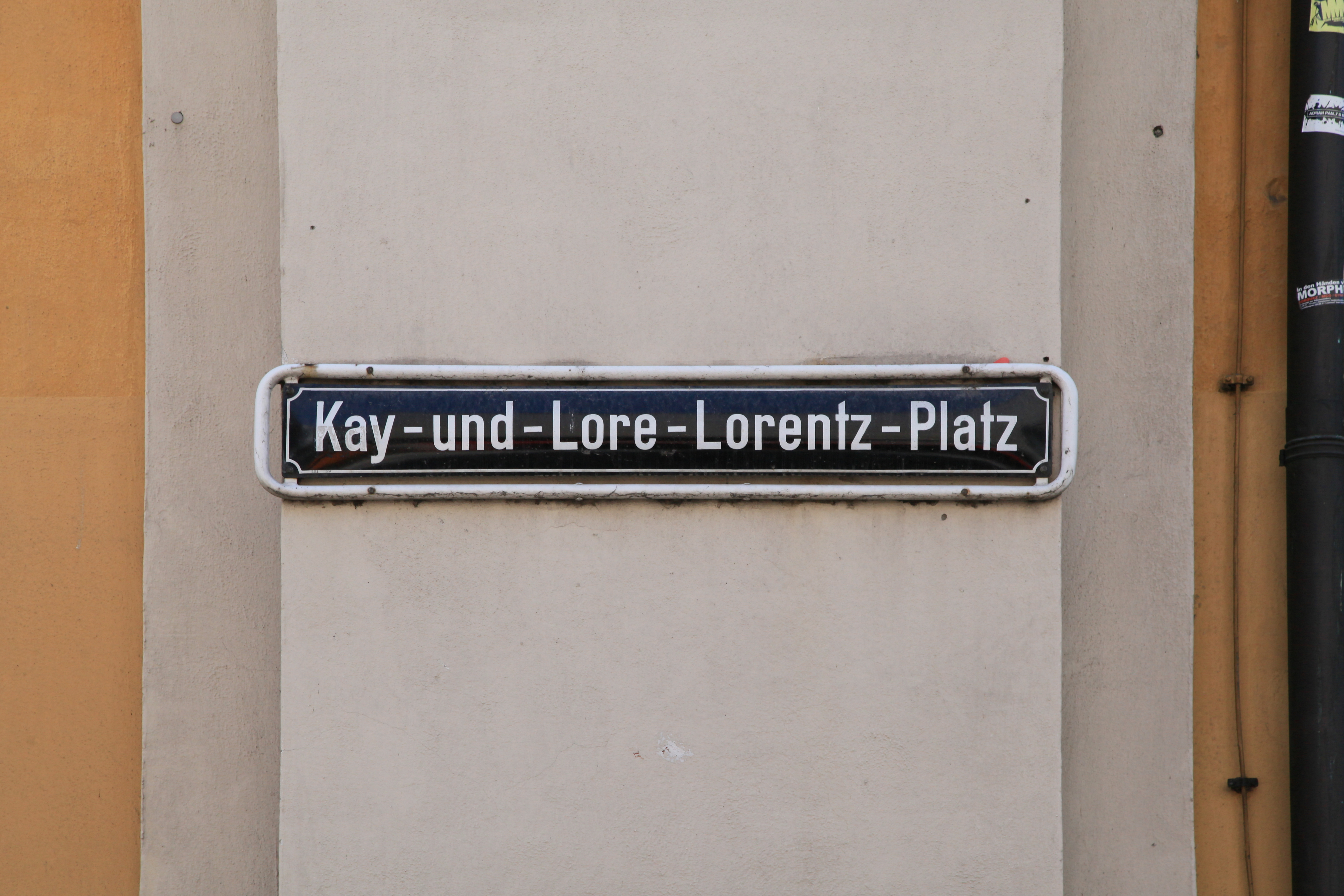
Kay-und-Lore-Lorentz-Platz in Düsseldorf
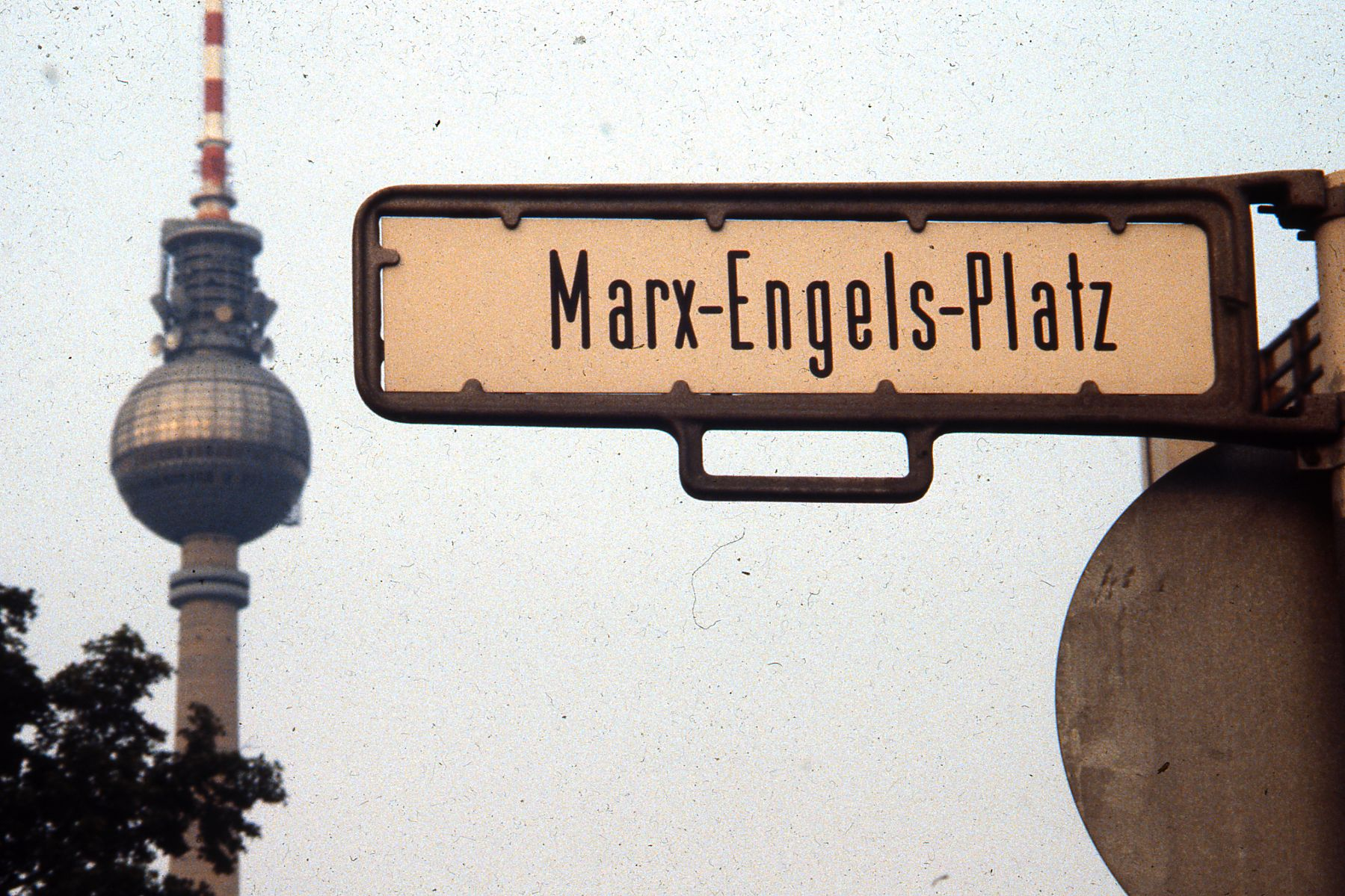
Marx-Engels-Platz in Ost-Berlin, heute Schloßplatz
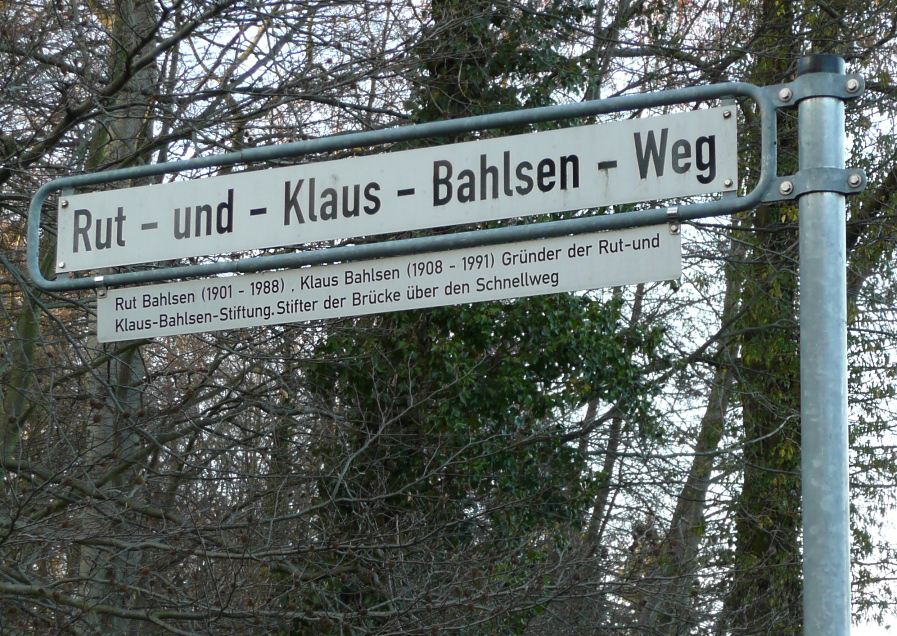
Rut-und-Klaus-Bahlsen-Weg in Hannover
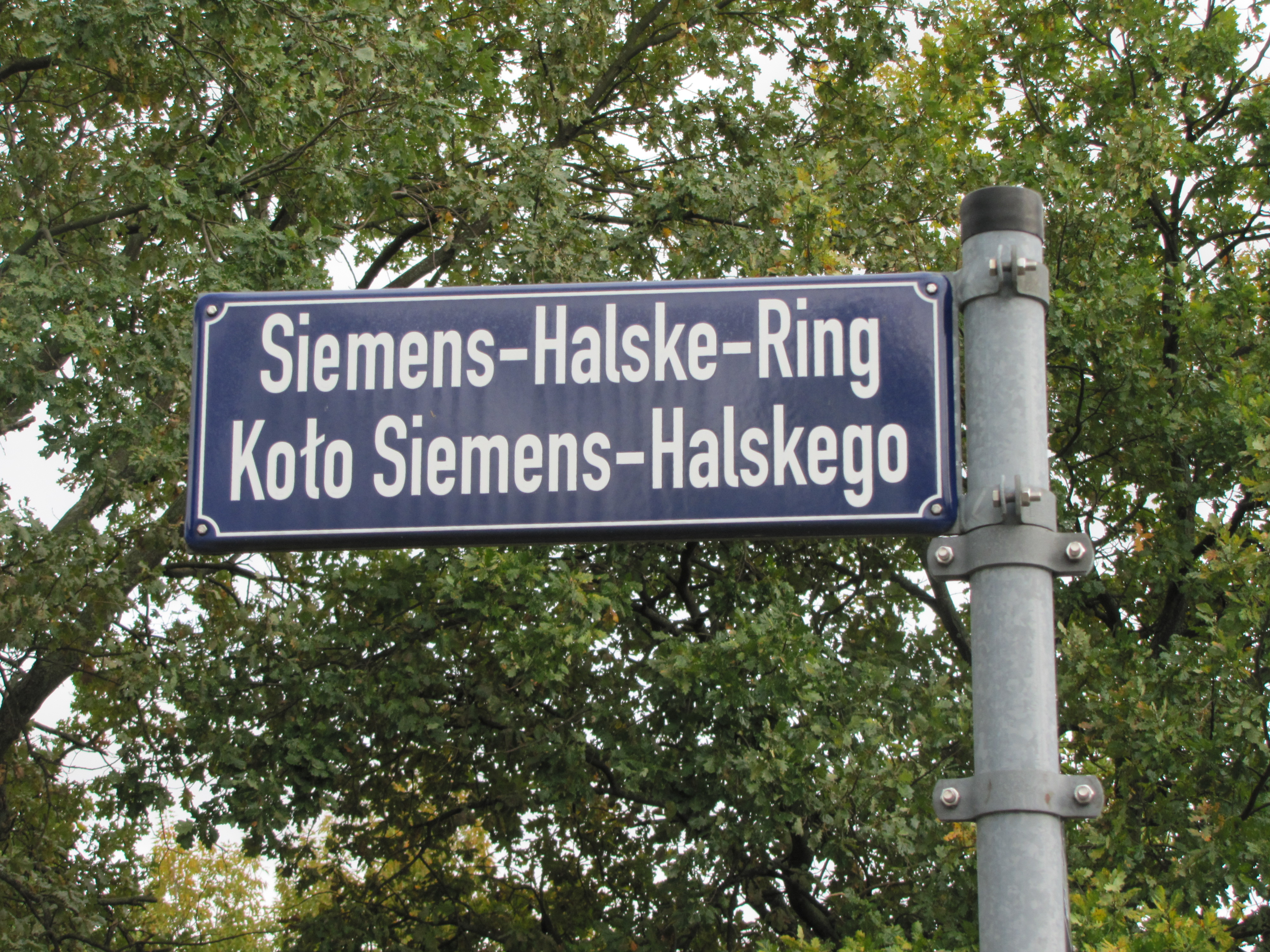
Siemens-Halske-Ring in Cottbus

Als Quelle für die Straßennamen diente die Webseite Straßen-in-Deutschland.de, die ihre Daten von OpenStreetMap erhält.